# Mosquée Bab al-Mardum
La mosquée Bab al-Mardum est une ancienne mosquée de la ville de Tolède, transformée en l'église Cristo de la Luz, aujourd'hui désacralisée et reconvertie en un musée, la mezquita Cristo de la Luz.

## Présentation
Située près d'une des portes de la ville, la mosquée est un des monuments les plus remarquables de l'art califal (mosquée d'origine) et mudéjar (ajout de l'abside) en Espagne. Elle reçoit dans un premier temps le nom de Bab al-Mardum, du nom de la porte voisine, jusqu'à la reconquête de Tolède par les chrétiens en 1085 sous le commandement du roi Alphonse VI. Dom Bernard, abbé de l'abbaye de Sahagún, nommé évêque de Tolède par Alphonse VI décide d'entente avec la reine Constance de transformer la grande mosquée en église, « sans en donner avis au roi qui avait donné sa parole aux Mores de ne rien changer et de les laisser dans le libre exercice de leur religion », violant ainsi les promesses du roi.

## Historique
Une inscription permet de dater la construction à 999. À cette époque, le quartier était occupé par des notables musulmans vivant dans de somptueux palais. La mosquée était particulièrement remarquable de par le raffinement de son architecture et sa situation indépendante et bien en vue. Elle est liée à une importante famille d'oulémas (savants), mais on ne sait pas si elle leur appartenait ou s'ils en firent don à la ville. La mosquée a peut-être également servi d'école ou de mausolée.

### Les Hospitaliers
Un siècle plus tard, elle devient la propriété des Hospitaliers de l'ordre de Saint-Jean de Jérusalem, qui la transforment en 1187 en une chapelle dédiée à la Sainte Croix mais communément appelée église Cristo de la Luz. La tradition orale rapporte différentes explications à ce surnom. Selon une légende, le cheval du Cid Campeador en serait à l'origine. Quand le roi Alphonse VI fit son entrée triomphale dans la ville après sa reconquête, le cheval du Cid se serait agenouillé devant la mosquée en refusant d'aller plus loin, dans un acte de dévotion à un Christ éclairé d'une lampe (Christo de la Luz signifie Christ de la lumière en espagnol) mais caché derrière une cloison pendant toute la durée de la domination arabe. Une petite pierre blanche insérée dans la chaussée marque l'emplacement du prodige.

## Architecture
Le monument est un chef-d'œuvre du style architectural qui s'est épanoui pendant le Califat de Cordoue. Lors de sa transformation en chapelle chrétienne en 1187, une abside a été ajoutée tout en respectant le style d'origine .
Le plan de la mosquée est assez original : un carré de 8 mètres de côtés, surmonté de neuf petites coupoles soutenues par des arcs outrepassés reposant sur quatre piliers centraux. La coupole du centre est élevée et percée de baies, ce qui permet un apport de lumière dans l'édifice. L'ouverture sur la rue se fait par trois arcatures outrepassées, et on note la présence d'un décor de motifs géométriques et d'inscriptions coufiques réalisé en jouant sur la disposition des briques.

## Galerie

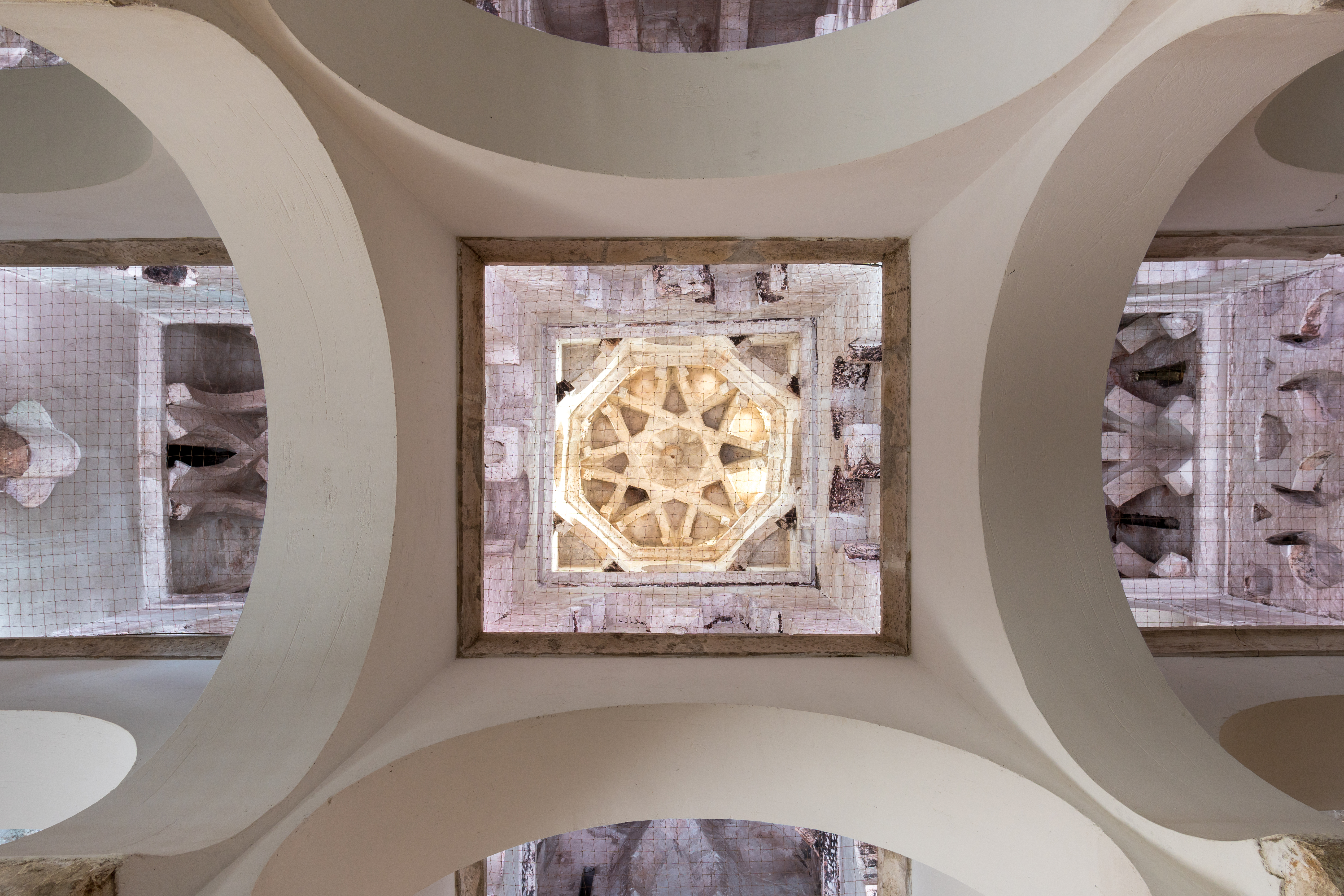
La coupole centrale percée de baie
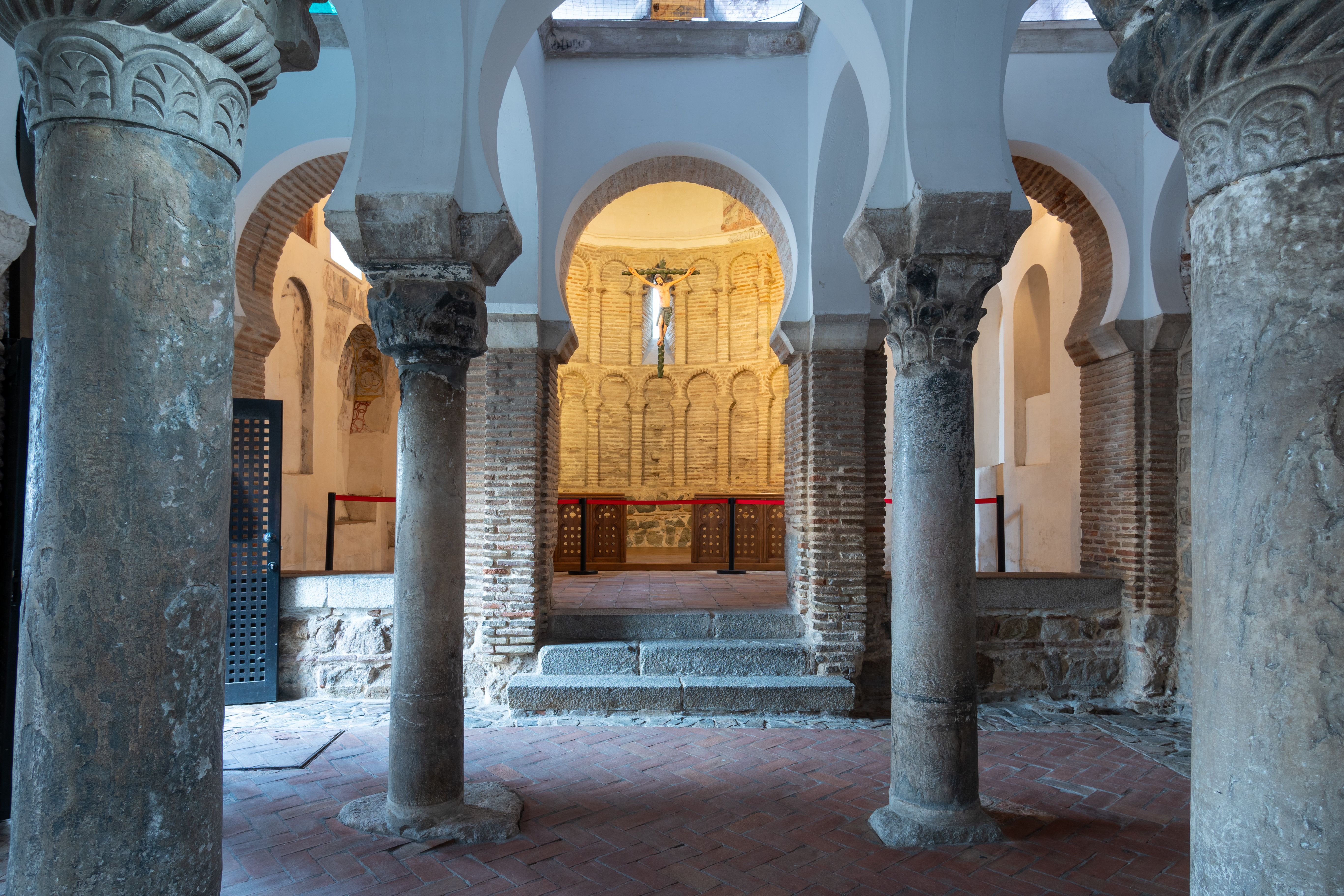
Arcs outrepassés sur piliers
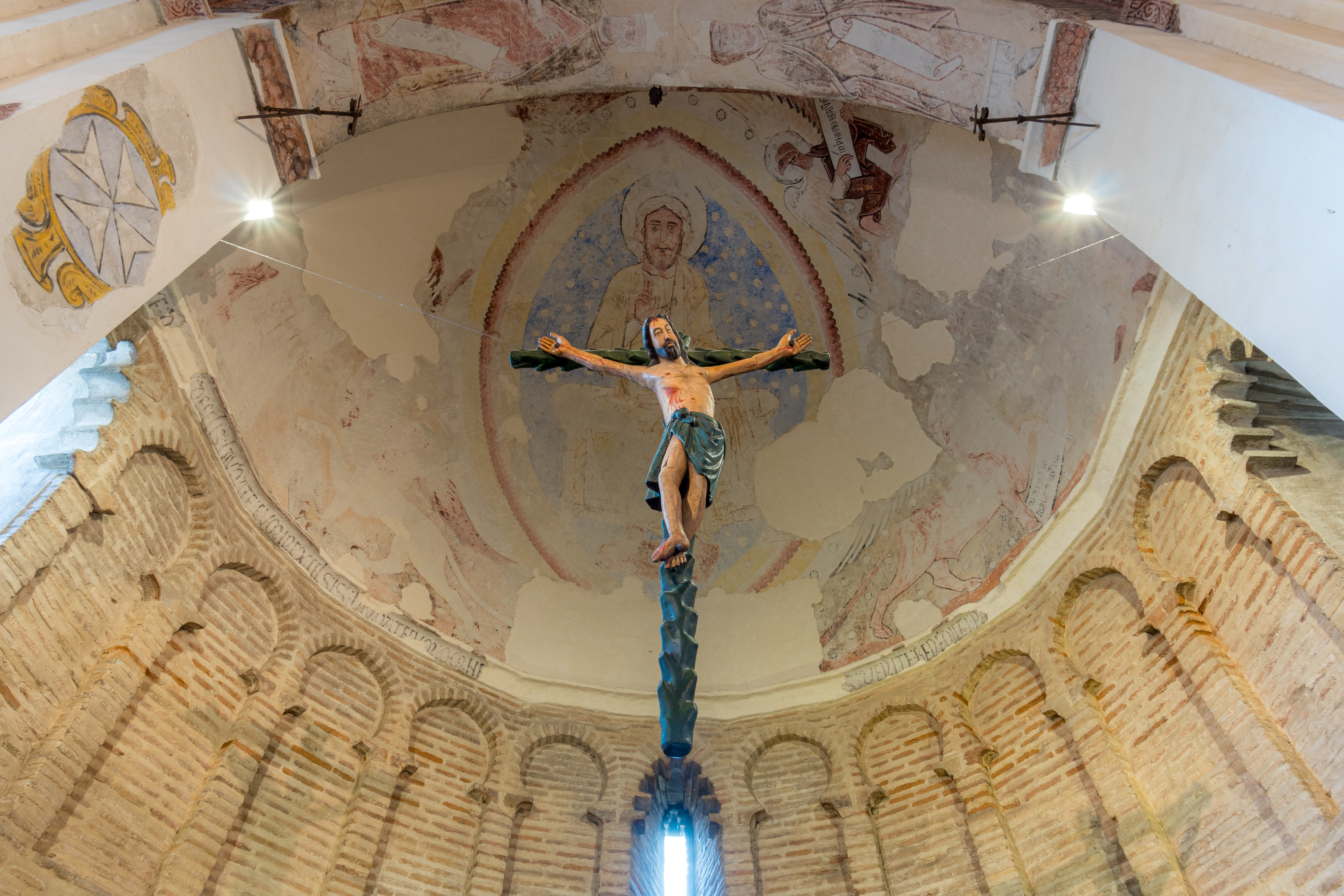
Fresque du Christ pantocrator
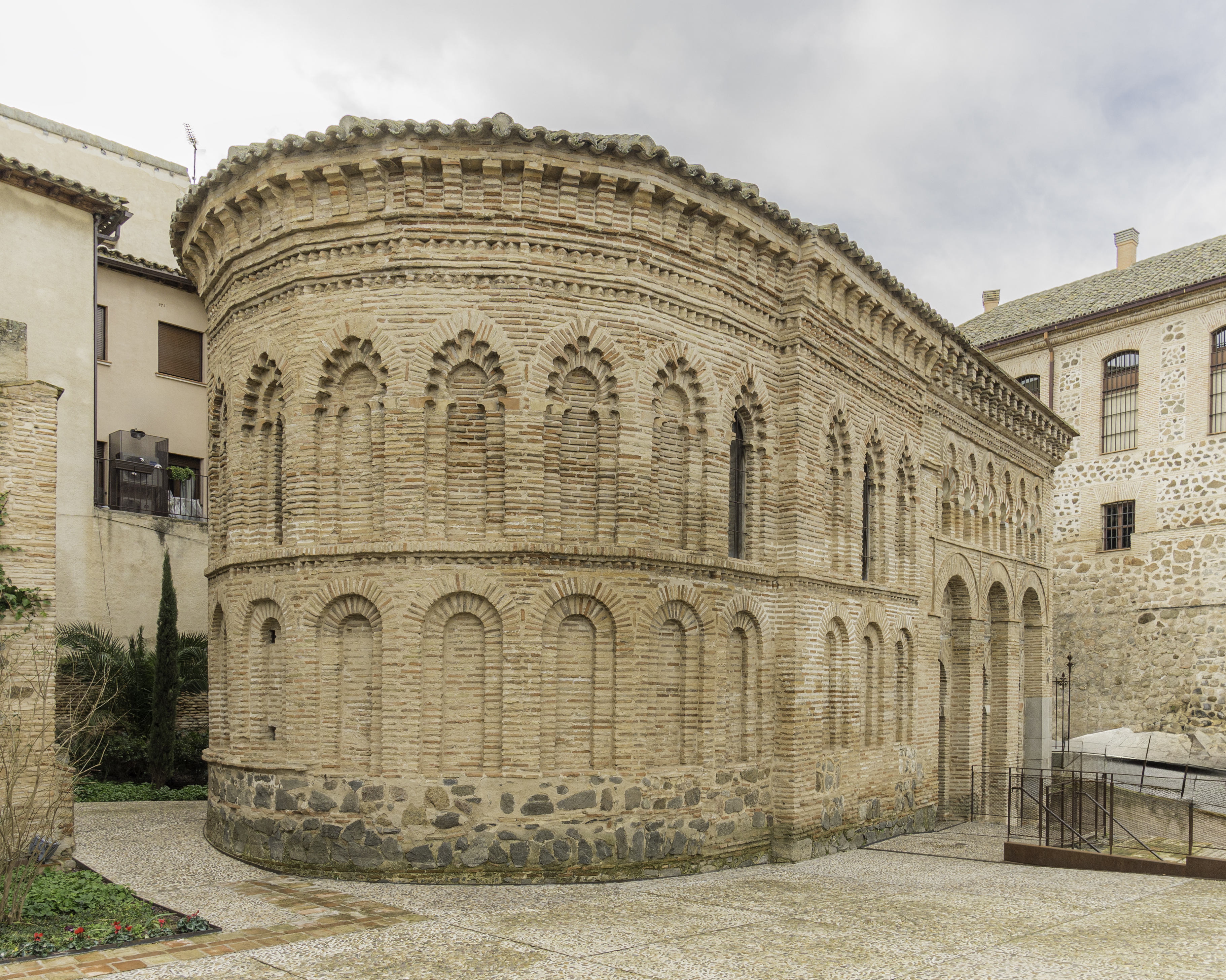
Vue extérieure
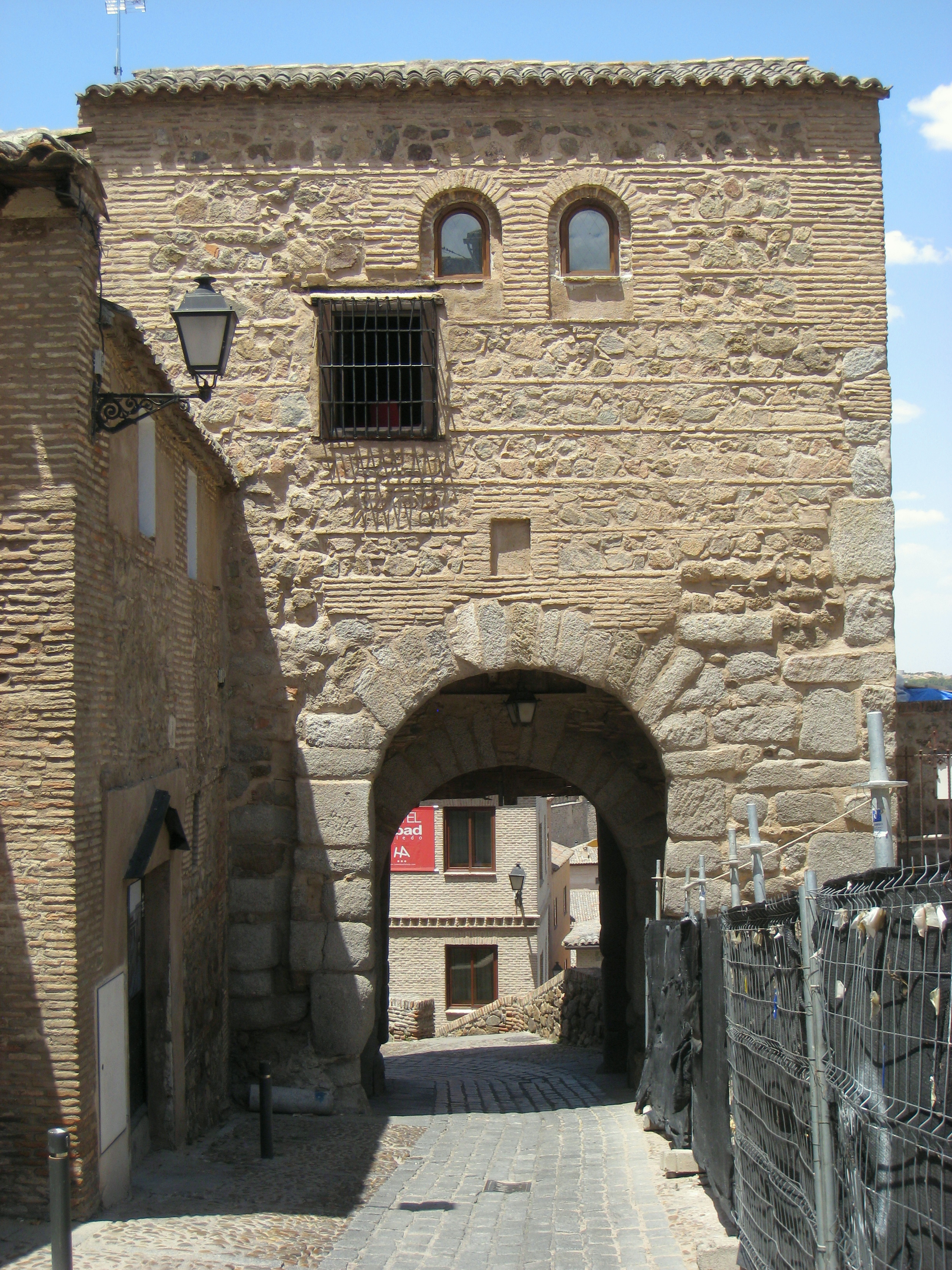
Porte Bab al-Mardum (ou Valmarón), datant du Xe siècle (une des plus anciennes de Tolède), a donné son nom à la mosquée voisine.